# Função de Mangoldt
Em matemática, a função de von Mangoldt é uma função aritmética que leva o nome do matemático alemão Hans von Mangoldt.

## Definição
A função de von Mangoldt, que por convenção se escreve como Λ(n), é definida por
{\displaystyle \Lambda (n)={\begin{cases}\log p&{\text{se }}n=p^{k}{\text{ para algum primo }}p{\text{ e inteiro }}k\geq 1,\\0&{\text{nos demais casos.}}\end{cases}}}
Este é um exemplo de uma função aritmética importante que não é multiplicativa nem aditiva.